# Sepedon alaotra
Sepedon alaotra är en tvåvingeart som först beskrevs av Verbeke 1962.  Sepedon alaotra ingår i släktet Sepedon och familjen kärrflugor.
Artens utbredningsområde är Madagaskar. Inga underarter finns listade i Catalogue of Life.